# Bonkorowé
Bonkorowé est un village du département et la commune rurale de Sami, situé dans la province des Banwa et la région de la Boucle du Mouhoun au Burkina Faso.

## Géographie

### Démographie
- En 2003, le village comptait 330 habitants estimés[2].
- En 2006, le village comptait 505 habitants recensés[1].